# Дурдыев, Реджеп
Реджеп Дурдыев (1914—1963) — старший сержант Рабоче-крестьянской Красной Армии, участник Великой Отечественной войны, Герой Советского Союза (1945).

## Биография
Родился в 1914 году в ауле Бабадайхан (ныне — Тедженский этрап Ахалского велаята Туркменистана).
После окончания начальной школы работал в колхозе.
В январе 1942 года Дурдыев был призван на службу в Рабоче-крестьянскую Красную Армию. С января 1943 года — на фронтах Великой Отечественной войны. К январю 1945 года гвардии красноармеец Реджеп Дурдыев был наводчиком ручного пулемёта взвода разведки 56-го гвардейского кавалерийского полка 14-й гвардейской кавалерийской дивизии 7-го гвардейского кавалерийского корпуса 1-го Белорусского фронта. Отличился во время форсирования Одера.
29 января 1945 года Дурдыев первым во взводе переправился через Одер и принял активное участие в захвате плацдарма на его западном берегу, уничтожив несколько десятков солдат и офицеров противника и подбив бронетранспортёр. Во время боя под городом Грюнберг (ныне — Зелёна-Гура, Польша) Дурдыев также уничтожил немецкий бронетранспортёр.
Указом Президиума Верховного Совета СССР от 27 февраля 1945 года гвардии красноармеец Реджеп Дурдыев был удостоен высокого звания Героя Советского Союза со вручением ордена Ленина и медали «Золотая Звезда».
В 1946 году в звании старшего сержанта Дурдыев был демобилизован. Проживал в Мургабском районе Марыйской области Туркменской ССР, работал заместителем уполномоченного по заготовкам.
Умер в 1963 году.
Был также награждён двумя орденами Красной Звезды и рядом медалей.